# Mandolinebanjo
Een mandolinebanjo (ook banjoline of manjo genoemd) is een snaarinstrument dat zich laat bespelen als een mandoline maar klinkt als een banjo. De stemming is dan ook die van de mandoline (en dus gelijk aan de viool): G-D-a-e
Het instrument wordt veelal gebruikt door mandolinespelers die - veel - meer volume nodig hebben. Evenals de mandoline wordt de mandolinebanjo met een plectrum bespeeld, waarbij vanwege de dubbelkorige snaren soepel tremolo mogelijk is. Meestal wordt de mandolinebanjo als melodie-instrument gebruikt.
In Turkije zie je soms een mandocümbüş de mandolineversie van de cümbüş, met een aluminium klankkast en een grote schroef om de hoek die de hals met de buik van het instrument maakt te corrigeren.

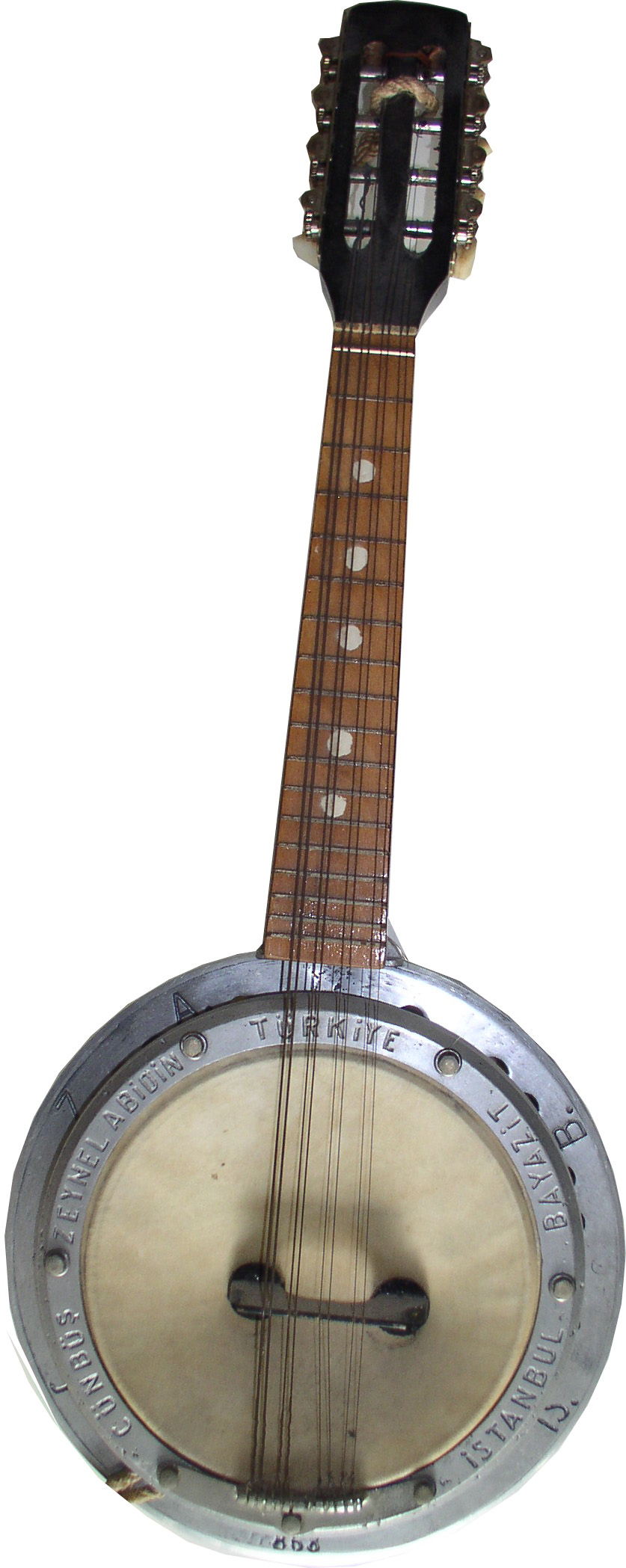
Turkse mandolinebanjo, de mandocünbüş